# Агарикоміцети
Агарикоміцети (Agaricomycetes, syn. Basidiomycetes) — найбільший клас відділу базидієві гриби. Головна ознака — наявність плодових тіл (саме їх у побуті зазвичай називають «грибами»). Базидії одноклітинні (холобазидії), рідше септовані (фрагмобазидії), розвиваються у гіменії. Базидіоспори не здатні до брунькування. Стадія псевдоміцелію не характерна. Базидіоспори дають початок фазі монокаріонтичного гаплоїдного септованого міцелію (хоча ця фаза є короткочасною і швидко переходить у дикаріонтичну). Клітинам базидіоміцетів притаманні доліпорові септи з парентосомами різних типів (суцільними, перфорованими, фрагментованими на системи пухирців). За молекулярними даними, в межах класу виділяється вісім основних ліній та 14 великих відокремлених молекулярних клад, які розглядають як порядки.

## Плодові тіла
Плодове тіло — карпофор — завжди диференційоване на стерильну та фертильну частини. Стерильну частину плодового тіла — траму — утворюють дикаріонтичні вегетативні гіфи. Фертильна частина утворена гіменієм. Відкрита поверхня плодового тіла, на якій розташовується гіменій, називається гіменофором. Якщо гіменій розвивається всередині плодового тіла, то гіменофор не утворюється, а плектенхіму з гіменієм називають спороносною «тканиною» — глебою. Базидієві гриби, у яких плодові тіла закриті і замість гіменофора мають глебу, називають гастероміцетами, а ті, у яких плодові тіла мають гіменофор — гіменоміцетами. 

Плодове тіло закладається на дикаріонтичному міцелії у вигляді зачатків — примордіїв, і далі розвиваються за одним з трьох способів: гімнокарпним, геміангіокарпним або ангіокарпним.

При гімнокарпному типі розвитку гіменіальний шар з самого початку закладається на поверхні примордіїв, і до дозрівання спор залишається відкритим. При такому способі розвитку плодове тіло позбавлено будь-яких покривал, і називається відкритим, або гімнокарпним. Прикладом є плодові тіла білого гриба, лисички, сироїжки.

При геміангіокарпному способі розвитку гіменій закладається на бічній поверхні примордію, але зовні захищається шкірястими сплетеннями гіф — покривалами. Якщо покривало охоплює весь примордій, його називають загальним, або вольвою. Покривало, яке закриває лише гіменій, є частковим. У процесі росту плодового тіла під покривалами диференціюється гіменофор, далі покривала розвиваються. Залишки загального покривала часто залишаються на верхньому боці на плодовому тілі у вигляді пластівців, та при його основі у вигляді піхви. Часткове покривало після розриву, як правило, зберігається під гіменофором у вигляді кільця (наприклад, у мухомора). Інколи гіменофор прикритий лише тонким павутинистим сплетенням гіф, які називають кортиною (такі плодові тіла характерні для грибів — павутинників).

При ангіокарпному розвитку гіменій закладається всередині примордіїв. Гіменофор при цьому не утворюється, а замість нього розвивається глеба. Такі плодові тіла називають закритими — ангіокарпними. Звільнення базидіоспор відбувається лише після їх повного дозрівання та подальшого руйнування зовнішніх оболонок плодового тіла. 

Плодове тіло не лише захищає гіменій від пошкоджень, але й підіймає його над субстратом, сприяючи тим самим розповсюдженню базидіоспор. Ступінь прояву останньої функції простежується за формою плодового тіла. Найпростішим морфологічним типом плодового тіла є розпростерте (ресупінатне, кортиціоїдне). Воно має вигляд щільної плівки, на поверхні якої розташовується гіменій. Якщо така шкірка відгинається від бічної поверхні субстрату або набуває вигляду копитоподібного утвору, прикріпленого до субстрату боком, то карпофор називають консолевидним. Ще вище підносяться над субстратом клаваріоїдні плодові тіла, що мають паличнок або розгалужених кущиків з гіменофором у верхній частині. У шапинкових грибів гіменофор розташовується на нижньому боці шапинки, яку підіймає над субстратом стерильна ніжка (т. зв. агарикоїдний карпофор). Плодові тіла у вигляді закритих сидячих або піднесених на ніжці кулястих утворів з глебою всередині називають гастероїдними та секотоїдними, відповідно. Ресупінатні, консолевидні, клаваріоїдні та агарикоїдні плодові тіла притаманні лише гіменоміцетам, а гастероїдні та секотоїдні — гастероміцетам.

За консистенцією плодові тіла поділяють на здерев'янілі, корковидні, м'ясисті та желеподібні. За тривалістю існування — на багаторічні та однорічні. Серед однорічних виділяють ті, що існують короткий час (від кількох годин до 10-15 діб) — їх часто називають загниваючими, та такі, термін існування яких зазвичай відповідає більшій частині одного вегетаційного сезону, а їх загибель не супроводжується загниванням.

## Типи гіменофору
Поверхня плодових тіл, яка у гіменоміцетів несе гіменій — гіменофор — різноманітна за формою, і використовується як одна з систематичних ознак при поділі їх на порядки. Прийнято вважати, що еволюція гіменофору у напрямку збільшення його поверхні певним чином пов'язана з напрямками еволюції класу. За загальновживаними класифікаціями, до основних морфологічних типів гіменофору належать: гладкий, складчастий, шипастий, комірчастий (дедалієвидний), трубчастий та пластинчастий.

## Типи глеби
У гастероміцетів розташування у глебі гіменію є основою для виділення певних морфологічних типів, аналогічних до типам гіменофору. Глебу поділяють на однорідну (базидії розміщуються рівномірно і не утворюють правильного гіменію), лакунарну (у глебі без певного порядку розвиваються порожнини — лакуни, на поверхні яких безладно розташовуються базидії), коралоїдну (центральна частина глеби стерильна і суцільна, до периферії від неї радіально відходять щілиноподібні лакуни, на поверхні яких розташовується правильний одношаровий гіменій), багатошапинкову (глеба має кілька правильно розміщених ізольованих лакун, вкритих одношаровим гіменієм), одношапинкову (глеба має лише одну кільцевидну конусоподібну лакуну і диференційована на плодоносну ніжку — рецептакул, та шапинкоподібну частину, на поверхні якої розвивається гіменій).

## Систематика
За молекулярними даними, в межах класу виділяється вісім основних ліній та 14 великих відокремлених молекулярних клад, які розглядають як порядки. 

Фенотипічна відокремленість порядків простежується, в першу чергу, за такими ознаками: тип базидії (холо- чи фрагмобазидія; хіастична чи стихічна), наявність перфорацій у парентосом, тип плодового тіла (ангіокарпне чи ні), його консистенція (загниваюче чи ні), тип гіменофору, особливості базидіоспор, еколого-трофічна приналежність, а також деякі додаткові специфічні особливості (наявність телефорової кислоти, щетинок у гіменії, сфероцист, та ін.). 

Система фенотипічних ознак, яка відображує родинні зв'язки між порядками, сьогодні зрозуміла недостатньо і лише обмежено узгоджується із класичними морфологічними системами. На молекулярно-філогенетичних деревах порядки групуються парадоксально: самостійними гілками розташовуються Polyporales та Thelephorales. Досить компактну групу утворюють Agaricales, Fistulinales, Lycoperdales та Nidulariales. Близько спорідненими є Boletales та Sclerodermatales. Відокремлену позицію займає Russulales. В одному кластері розташовуються такі морфологічно несхожі порядки як Hymenochaetales, Cantharellales та Phallales. Найвідділенішими від інших базидіоміцетів є Auriculariales та Tremellales. 

Нижче порядки згруповані за традиційними морфологічними групами згідно з типом базидії — холо- чи фрагмобазидія (з цією ознакою добре корелює консистенція плодового тіла — драглиста вона чи ні). Холобазидіоміцети розділені на гіменоміцети та гастероміцети. Гіменоміцети поділені на тих, що мають незагниваючі плодові тіла (більшість з них традиційно називають трутовиками) — т. зв. афілофороїдні гіменоміцети, та гриби з загниваючими плодовими тілами (традиційна назва — шапинкові гриби), або агарикоїдні гіменоміцети. 

1. Афілофороїдні гіменоміцети (Polyporales, Thelephorales, Fistulinales, Hymenochaetales, Cantharellales); 

2. Агарикоїдні гіменоміцети (Boletales, Agaricales, Russulales); 

3. Гастероміцети (Lycoperdales, Sclerodermatales, Nidulariales, Phallales).

4. Фрагмобазидіоміцети з драглистими плодовими тілами (Auriculariales, Tremellales).

Слід пам'ятати, що такий поділ не відповідає системі родинних зв'язків між порядками, а відображає переважно ступінь їх морфологічної конвергентної схожості.

### Підкласи та порядки
Agaricomycetidae

Agaricales — Агарикальні
Atheliales
Boletales — Болетальні
Phallomycetidae

Geastrales
Gomphales
Hysterangiales
Phallales — Веселкові
incertae sedis 

Auriculariales
Cantharellales — Лисичкові
Corticiales
Gloeophyllales
Hymenochaetales
Polyporales — Поліпоральні
Russulales — Сироїжкові
Sebacinales
Thelephorales
Trechisporales

### Родиincertae sedis
- Akenomyces
- Aldridgea
- Anixia
- Arrasia
- Arthrodochium
- Arualis
- Atraporiella
- Cenangiomyces
- Ceraceopsis
- Corticomyces
- Cruciger
- Dendrosporomyces
- Ellula
- Fibulochlamys
- Fibulocoela
- Fibulotaeniella
- Geotrichopsis
- Gloeoradulum
- Gloeosynnema
- Glomerulomyces
- Glutinoagger
- Grandinia
- Granulocystis
- Hallenbergia
- Hyphobasidiofera
- Hypolyssus
- Intextomyces
- Korupella
- Minostroscyta
- Mylittopsis
- Myriococcum
- Odonticium
- Pagidospora
- Peniophorella
- Phlyctibasidium
- Pseudasterodon
- Pycnovellomyces
- Riessia
- Riessiella
- Taiwanoporia
- Timgrovea
- Titaeella
- Trechinothus
- Tricladiomyces
- Trimitiella
- Tubulicrinopsis
- Xanthoporus
- Xenosoma